# Susan Friedlander

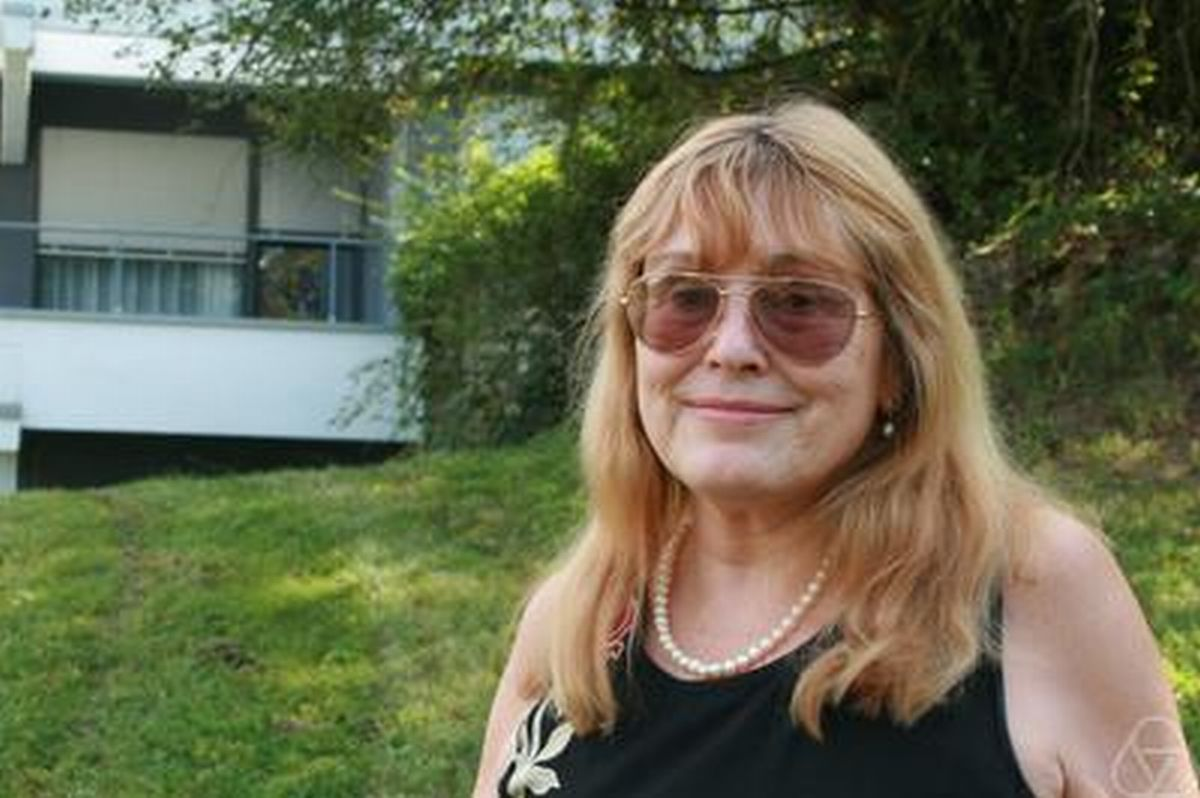
Susan Friedlander, Oberwolfach 2012

Susan Jean Friedlander (* 26. Januar 1946 in London als Susan Poete) ist eine US-amerikanische Mathematikerin, die sich mit Partiellen Differentialgleichungen der Hydrodynamik befasst (Euler-Gleichung, Navier-Stokes-Gleichung).

## Leben
Friedlander studierte an der Universität London mit dem Bachelor-Abschluss 1967 und am Massachusetts Institute of Technology mit dem Master-Abschluss 1970 (in dieser Zeit war sie Kennedy Memorial Fellow). Sie wurde 1972 an der Princeton University bei Louis Norberg Howard promoviert (Spin down in a rotating stratified fluid). Als Post-Doktorand war sie am Courant Institute of Mathematical Sciences of New York University und 1974/75 Instructor in Princeton und gleichzeitig Berater des Goddard Space Flight Center der NASA. Danach war sie Assistant Professor und später Associate Professor an der University of Chicago und seit 1989 Professor an der University of Illinois in Chicago. Seit 2008 ist sie Leiterin des Center for Applied Mathematical Sciences an der University of Southern California.
1977/78 war sie Gastprofessor in Oxford, 1986 an der ETH Zürich und 1982/83 an der Universität Paris. 1999 war sie am MSRI und am Institute for Advanced Study und 1998 am IHES. 1980 war sie am Mathematical Research Center der University of Wisconsin und 1981 an der Universität Berkeley. Außerdem war sie am Isaac Newton Institute in Cambridge, am Max-Planck-Institut für Mathematik, am Institut Henri Poincaré, am Centre de Recherches Mathématiques, am Fields Institute, am Interdisziplinären Zentrum für Wissenschaftliches Rechnen (IWR) der Universität Heidelberg und am Tata Institute of Fundamental Research.
1998 erhielt sie die Medaille des Institut Henri Poincaré. Sie ist Herausgeberin des Bulletin of the American Mathematical Society und auswärtiges Mitglied der Moskauer Mathematischen Gesellschaft. Ab 1983 war sie im erweiterten Rat der AMS und sie war deren Associate Secretary. Sie ist Fellow der AMS, der SIAM und seit 2012 der American Association for the Advancement of Science.
Sie ist US-amerikanische Staatsbürgerin. Sie ist seit 1968 mit dem Mathematiker Eric Friedlander verheiratet.
Zu ihren Doktoranden zählt Natasa Pavlovic.

## Schriften
- An introduction to the mathematical theory of geophysical fluid dynamics (= North-Holland Mathematics Studies. 41 = Notas de Matemática. 70). North Holland, Amsterdam u. a. 1980, ISBN 0-444-86032-0.
- mit Victor Yudovich: Instabilities in Fluid Motion. In: Notices of the American Mathematical Society. Band 46, Nr. 11, 1999, S. 1358–1367.
- als Herausgeber mit Denis Serre:  Handbook of Mathematical Fluid Dynamics. 4 Bände. Elsevier North Holland, Amsterdam u. a. 2002–2007.
- mit Marco Cannone: Navier: Blow-Up and Collapse. In: Notices of the American Mathematical Society. Band 50, Nr. 1, 2003, S. 7–13.